# کمیسیون رئیس‌جمهور آمریکا در امنیت هوایی و تروریسم
کمیسیون رئیس‌جمهور آمریکا در امنیت هوایی و تروریسم (انگلیسی: President's commission on aviation security and terrorism) کمیسیونی است که بدنبال حادثه پرواز پان آمریکایی در ۲۱ دسامبر ۱۹۸۸ تشکیل شد.
پرواز ۱۰۳ پان آمریکایی در ۲۱ دسامبر ۱۹۸۸ بر روی لاکربی، اسکاتلند منفجر شد. در این انفجار ۲۴۳ مسافر، ۱۶ خدمه و ۱۱ نفر در روی زمین کشته شدند. این دومین انفجار دهشتناک هواپیمای مسافربری تا آن زمان بود. روز بعد، کارشناسان شواهد کافی برای اعلام انفجار را به خرابکاری عمدی بدست آوردند. در تاریخ ۵ دسامبر۱۹۸۸ منابع اطلاعاتی گزارش دادند که یک تماس تلفنی ناشناس به سفارت ایالات متحده در هلسینکی، فنلاند دریافت کردند، هشدار دادند که ممکن است طی چند روز خرابکاری در پروازها انجام گیرد.
جورج دبلیو بوش، رئیس‌جمهور جدید انتخاب شده در آوریل ۱۹۸۹ با خانواده‌های قربانیان ملاقات کرد. وابستگان قربانیان درخواست تحقیق مستقل دربارهٔ امنیت هواپیمایی را کردند و اینکه باید از این بلایا پیشگیری کرد. بوش وعده داد که به ایجاد یک کمیسیون در این رابطه اقدام خواهد کرد. خانواده قربانیان در مورد خدمات ضعیف کنسولی وزارت امور خارجه برای کمک به اعضای خانواده قربانیان شکایت کردند. به نظر می‌رسید که این موضوع رئیس‌جمهور را شوکه کرد.
پرسنل دولتی ایالات متحده گزارش دادند که عمیقاً در تحقیقات شرکت دارند. اداره تحقیقات فدرال (FBI) با همتایان اروپایی خود کار می‌کرد. وزارت دادگستری تحقیقات جنایی انجام داد و اداره هواپیمایی فدرال (FAA) در حال بررسی پرونده‌های امنیت داخلی بود.
پاسخ ایالات متحده به کنگره در مورد فاجعه زمانی اتفاق می‌افتد که سناتور فرانک لوتنبرگ (D-NJ) قطعنامه اس آر ۸۶ را به مجلس سنا معرفی کرد که از رئیس‌جمهور می‌خواست تا کمیسیون ویژه ای را برای بررسی واقعه پانام ۱۰۳ تعیین کند. همان روز پرزیدنت بوش همین کار را انجام داد.

## نام رسمی
کمیسیون رئیس‌جمهور در مورد امنیت و تروریسم هواپیمایی

## اختیارات مقام
رئیس جمهور جورج دبلیو بوش در ۴ اوت ۱۹۸۹، کمیسیون را با دستور اجرایی ۱۲۶۸۶ تأسیس کرد.
پرزیدنت بوش مهلت برای کمیسیون برای انتشار گزارش نهایی خود را تا مه ۱۵، ۱۹۹۰ با دستور اجرایی ۱۲۷۰۵ در تاریخ ۳ مارس ۱۹۹۰ تمدید کرد.

## خاتمه
این کمیسیون گزارش خود را به رئیس‌جمهور بوش در تاریخ ۱۵ مه ۱۹۹۰ ارائه کرد. طبق بخش ۴ فرمان اجرایی ۱۲۶۸۶ این کمسیون در تاریخ ۱۵ ژوئن ۱۹۹۰ خاتمه یافت.

## اهداف
- بررسی و ارزیابی سیاست‌های موجود در مورد حمل و نقل هوایی ایالات متحده در مورد تهدیدات تروریستی.
- بررسی گزینه‌هایی برای اطلاع‌رسانی به مشتریان هواپیمایی ایالات متحده از تهدیدات تروریستی احتمالی
- بررسی قوانین، سیاست‌ها و شیوه‌های مربوط به ایالات متحده در رابطه با خانواده‌های قربانیان عملیاتهای تروریستی
- این مقررات با توجه خاص به انهدام هواپیمای پانام پرواز ۱۰۳، انجام شد، بدون اینکه به اطلاعات جاسوسی و عملیات جنایی آسیب برساند.

## اعضا
- مک لاقلین هان ان (رئیس) وزیر پیشین کار (۱۹۸۷–۱۹۸۹)
- هیدالگو هان ادوارد، وزیر پیشین نیروی دریایی (۱۹۷۹–۱۹۸۱)
- ریچاردز، ژنرال توماس سی. نیروی هوایی (بازنشسته) معاون فرمانده پیشین، فرماندهی اروپایی ارتش ایالات متحده (۱۹۸۶–۱۹۸۹)

دستورالعمل اجرایی قوی، رئیس‌جمهور را مجبور کرد تا ۴ عضو کمیسیون کنگره ایالات متحده که شامل ۱ نماینده جمهوریخواه، ۱ نماینده دموکرات، ۱ سناتور جمهوری‌خواه و ۱ سناتور دموکرات انتخاب کند.
- دی آماتو آلفونس ام سناتور (جمهوریخواه- نیویورک)
- هامر اشمیت، جان پاول نماینده کنگره (جمهوریخواه- AR3)
- لاتن برگ، فرانک آر سناتور (دمکرات- نیوجرسی)
- اوبراستار، جیمز ال نماینده (دمکرات- DFL-MN8)

## جلسات عمومی

### ۱۷ نوامبر ۱۹۸۹
شهادت از
- اعضای خانواده قربانیان حادثه پانام پرواز ۱۰۳
- نمایندگی‌های جمعیت هوایی (خلبانان، خدمه پرواز، خطوط هوایی، پرسنل فرودگاه)
- گروه‌های مصرفی

### ۱۸ دسامبر ۱۹۸۹
گزارش از یافته‌های از
- دفتر حسابداری عمومی (GAO)
- اداره هواپیمایی فدرال (FAA) در مورد امنیت حمل و نقل هوایی

شهادت از وزارت امور خارجه در ارتباط با خانواده‌های قربانیان

### ۲ فوریه ۱۹۹۰
شهادت در فناوری‌های امنیتی ضد تروریستی و هوایی از
- دانشمندان از مؤسسه فناوری ماساچوست، آزمایشگاه تحقیقات دریایی، دانشگاه جورج واشینگتن، آزمایشگاه ملی لوس آلاموس
- FAA
- کارشناسان امنیتی هواپیما
- تولیدکنندگان فناوری امنیتی

### ۹ مارس ۱۹۹۰
شهادت از
- دانته بی فاسل، نماینده جمهوریخواه[۱۶] رئیس کمیته امور خارجه در مورد امنیت بین‌المللی حمل و نقل هوایی
- پرسنل سفارت مسکو در «هشدار هلسینکی».
- نماینده پانام در مورد پاسخ‌های پرسنل خود به «هشدار هلسینکی»

### ۴ آوریل ۱۹۹۰
- شهادت از مدیران هواپیمایی آمریکایی، پانآم، خطوط هوایی متحده، و حمل و نقل خطوط هوایی جهانی
- شهادت از ریاست امنیت هوایی هواپیمایی کشوری FAA در مورد مسائل مربوط به سیاست امنیتی حمل و نقل هوایی.

## یافته‌ها
- خرابکاری پانام پرواز ۱۰۳ در صورتی که حفاظت‌های امنیتی مناسب صورت می‌پذیرفت احتمالاً می‌توانست مانع این حادثه شود.
- سیستم امنیتی پروازهای هوایی به جای بمب‌های تروریستی سازمان یافته به دنبال هواپیماربایی است.
- عملیات اطلاعاتی بین شرکت‌های هواپیمایی و سازمان‌های مختلف تقسیم شده‌اند. عملیات اطلاعاتی کم‌اهمیت هستند.
- تحقیقات تکنولوژیکی و توسعه دستگاه‌های ضد تروریستی از فعالیت‌های تروریست‌ها عقب مانده تر است.
- نه وزارت امور خارجه و نه FAA برنامه‌های واکنش سریع برای کمک به قربانیان و خانواده‌های قربانیان تروریسم حمل و نقل هوایی ندارند.

## توصیه‌ها
دستور اجرایی کمیسیون را قادر می‌سازد گزارش نهایی خود را برای اطلاعات طبقه‌بندی شده مورد بررسی قرار دهد. تنها یک متن طبقه‌بندی نشده به اطلاع عموم خواهد رسید. گزارش نهایی شامل ۶۴ توصیه ویژه که در دسته‌بندی‌های زیر خلاصه شده مورد استفاده کمیسیون قرار گرفته‌است.

### امنیت بین‌المللی
- وزارت امور خارجه ایالات متحده - نه شرکت‌های هواپیمایی آمریکایی - باید فرمانده هواپیمایی در امور امنیت بین‌المللی باشد
- وزارت امور خارجه ایالات متحده باید یک هماهنگ‌کننده برای امنیت بین‌المللی هوایی دیپلماتیک در حد سفیر تأسیس کند.
- این سفیر باید با سازمان بین‌المللی هواپیمایی کشوری سازمان ملل متحد در امور امنیتی بین‌المللی همکاری کند.
- سیاست موجود بین‌المللی در مورد تروریسم حمل و نقل هوایی سال ۱۹۷۸ کافی نیست. ایالات متحده باید متحدان اقتصادی خود را به منظور ایجاد اتحادیه‌های چند جانبه و دو جانبه قوی تر برای مبارزه با تروریسم هواپیمایی وادار کند.

### امنیت داخلی
- اداره هواپیمایی فدرال (FAA) باید به عنوان فرمانده حمل و نقل هوایی در اقدامات امنیت داخلی باشد، اما با ارزیابی تمام تهدیدهای حمل و نقل، با همکاری FBI همکاری می‌کند.
- FAA باید در طول زمان برنامه‌های امنیتی بیشتری را در حوزه حمل و نقل داخلی برنامه‌ریزی و اجرا کند.
- حمل و نقل هوایی تجاری باید تمام تهدیدات امنیتی را به FAA گزارش دهد.
- مسئولان ایمنی عمومی مسئول زمان و چگونگی بازرسی هواپیما، مسافر و تسهیلات در واکنش به تهدیدات امنیتی می‌باشد.

### پست هوایی و بار
حمل و نقل هوایی، مسئول اول را برای مانیتور کردن پست هوایی و حمل و نقل هوایی می‌باشد.

### FAA
- FAA بمنظور دادن گزارش‌ها به‌طور مستقیم به مدیریت FAA باید یک دفتر امنیتی ایجاد کند.
- FAA باید پرسنل امنیتی مناسب را در همه فرودگاه‌ها، بین‌المللی و داخلی تأمین کند.
- FAA باید مسئول آموزش نیروهای امنیتی باشد.
- FAA باید تکنولوژی را برای چک و کنترل هر مسافر و محموله مورد بررسی قرار داده و توسعه دهد.

### تحقیق و توسعه
FAA باید به شدت به پیشرفت تحقیق و توسعه از:
- سیستم‌های کشف مواد انفجاری
- چهارچوب‌های هواپیما که در برابر مقدر کم مواد انفجاری مقاوم باشند.
- برنامه‌های پیشگیرانه امنیتی برای انواع اشکال تروریسم و تهدیدات امنیتی آینده.

### اطلاعات
- FAA باید با اف‌بی‌آی در نظارت، تحلیل و مقابله با تهدیدات احتمالی حمل و نقل هوایی در فرودگاه‌های ایالات متحده کار کند.
- دفتر جدید دستیار وزیر حمل و نقل در امور امنیت و اطلاعات باید با آژانس مرکزی اطلاعات در نظارت، تجزیه و تحلیل و مقابله با تهدیدات امنیتی احتمالی بین‌المللی حمل و نقل کار کند.
- یادداشت‌های تفاهم و قراردادهای کاری نوشته شده بین FAA، سازمان‌های اطلاعاتی و اجرای قانون مربوط به اقدامات امنیتی حمل و نقل هوایی باید به‌طور منظم مورد بازبینی و به روز رسانی شده و اصلاح گردند.

### هشدار تهدیدات
- بولتن‌های امنیتی شورای مشورت خارجی در خارج از کشور و هیئت مدیره الکترونیکی امنیت خارجی وزارت امور خارجه باید به اداره امور کنسولی وزارت امور خارجه ارسال شود. این دفتر باید دسترسی به اطلاعات عمومی را به موقع تضمین کند.
- وزارت امور خارجه، وزارت دادگستری و وزارت حمل و نقل ایالات متحده در ایجاد مکانیسم‌های لازم برای اطلاع‌رسانی به مسافرین از تهدیدات بالقوه تروریسم حمل و نقل هوایی داخلی و بین‌المللی همکاری خواهند کرد.

### رفتار با خانواده قربانیان ترور
- وزارت امور خارجه باید برای نیاز قربانیان تروریسم بین‌المللی و همچنین خانواده‌هایشان مسئول می‌باشد. روش‌های خاص و کارکنان باید به منظور رسیدگی به موضوعات اعلان شده، کمک مستقیم برای بازماندگان، مجروحین و کشته‌ها اختصاص داده شود.
- ایالات متحده باید بودجه ویژه ای را برای جبران شهروندان و ساکنان دائمی ایالات متحده برای تمام زیان‌های اقتصادی و غیر اقتصادی ناشی از تروریسم هوایی بین‌المللی اختصاص دهد.

### خواسته‌های ملی
- حملات تروریستی نباید مانع، منافع سیاسی و اقتصادی ایالات متحده شود.
- تروریسم و تأسیسات امن برای تروریست‌ها باید توسط همکاری بین‌المللی شناسایی و جدا شوند.
- دولت ایالات متحده باید به‌طور فعال دولت‌های حامی تروریسم و پناهگاه‌های امن تروریست‌ها را مجازات کند.
- این مجازات شامل اقدامات پیشگیرانه یا اقدامات تلافی جویانه است که مستقیماً یا مخفیانه انجام می‌شود.
- «خواسته ملی و شجاعت اخلاقی و استفاده از آن، ابزار نهایی برای شکست دادن تروریسم است.»

## قانون بهبود حمل و نقل هوایی سال ۱۹۹۰
نماینده جیمز ال اوبستار، عضو کمیسیون، در تاریخ ۲۷ سپتامبر ۱۹۹۰ در جلسه ۱۰۱ بخش دوم کنگره ایالات متحده، قانون اچ آر ۵۷۳۲، "قانون بهبود سلامت حمل و نقل هوایی سال ۱۹۹۰" را ارائه کرد. این لایحه تقریباً تمام توصیه‌های کمیسیون را تدوین کرد. این قانون در تاریخ ۱۶ نوامبر ۱۹۹۰ به قانون عمومی ۶۰۴–۱۰۱ تبدیل شد.